# Antonín Zápotocký
Antonín Zápotocký (19. prosince 1884 Zákolany – 13. listopadu 1957 Praha) byl československý komunistický politik, odborový předák, poslanec Národního shromáždění a později premiér Československa, který se stal pátým československým prezidentem, druhým komunistickým po Klementu Gottwaldovi. K nejkontroverznějším krokům jeho prezidentského úřadování patří měnová reforma z roku 1953.

## Život

### Mládí
Byl synem Ladislava Zápotockého (1852–1916), krejčího a socialistického novináře a funkcionáře, a Barbory, rozené Dolejšové; narodil se jako druhé z pěti dětí. Vyučil se kameníkem a pracoval mimo jiné i na dostavbě katedrály sv. Víta v Praze.
Dne 22. září 1910 se oženil s Marií Skleničkovou a následně se jim narodily dcery Marie (1911–1954), manželka pozdějšího diplomata Oldřicha Kaisera, a Jiřina (1912–2002). Od roku 1914 působil v sociálnědemokratické straně na Kladensku, kde se stal redaktorem tamního stranického tisku. Během první světové války bojoval jako voják Rakousko-uherské armády v Haliči, Srbsku a na italské frontě.

### První republika
Po vzniku samostatného Československa se stal jedním ze zakladatelů levicové frakce v Československé sociální demokracii a organizátorem dělnických rad. Roku 1920 se zúčastnil 2. kongresu Komunistické internacionály, v prosinci téhož roku se zařadil mezi hlavní organizátory generální stávky na Kladensku, která do svých požadavků zahrnovala demisi vlády a vytvoření dělnických rad. Za tuto svoji činnost byl odsouzen na 18 měsíců, devět měsíců vězněn a propuštěn byl až amnestií prezidenta Masaryka.
Ve dvacátých letech patřil ke Šmeralově skupině ve vedení Komunistické strany Československa (KSČ), v letech 1922–1925 byl generálním tajemníkem strany. Ve vedení se pak udržel i po V. sjezdu KSČ v únoru roku 1929, kdy jeho zvolení, navzdory kritikám z řad Gottwaldových stoupenců, prosadil delegát Kominterny.
Ve třicátých letech byl představitelem komunistických Rudých odborů. Organizoval známou Mosteckou stávku v roce 1932. Ve druhé polovině třicátých let pak usiloval o sjednocení československých odborů na protifašistické platformě. Od roku 1928 působil ve výkonném výboru Rudé odborové internacionály. V letech 1925–1938 byl poslancem Národního shromáždění za KSČ. Po mnichovské dohodě byla Komunistická strana Československa na podzim 1938 rozpuštěna.

### Zatčení a pobyt v koncentračním táboře
V dubnu 1939 se i s manželkou pokusil o emigraci do SSSR, ale byl zatčen při pokusu o přechod do Polska. Do února 1940 byl vězněn na Pankráci, pak v drážďanské věznici a nakonec až do roku 1945 v koncentračním táboře Sachsenhausen. Podle některých informací tam působil jako „kápo“ a měl tam týrat nizozemské vězně. Historik Petr Koura uvádí jako prokázané, že byl táborovým funkcionářem. Sachsenhausen však byl, jak Koura uvádí, specifický podílem komunistických vězňů na správě tábora, přičemž je zastávaná pozice nechránila před další perzekucí včetně možnosti popravy. Vedle žádosti nizozemské vlády o Zápotockého vydání připomíná také možnou souvislost se snahou Ivana Herbena dehonestovat tehdejšího prezidenta v očích posluchačů Svobodné Evropy, kterou uvádí ve svých vzpomínkách spoluvězeň ze Sachsenhausenu Jiří Hájek. Informace o údajném Zápotockého zneužívání nizozemských spoluvězňů prověřil roku 2021 historik Michal Stehlík, který vyvrátil fámu o žádosti nizozemské vlády o Zápotockého vydání ani nenašel žádné důkazy o takových skutcích a považuje za velice nepravděpodobné, že by se ještě objevily.

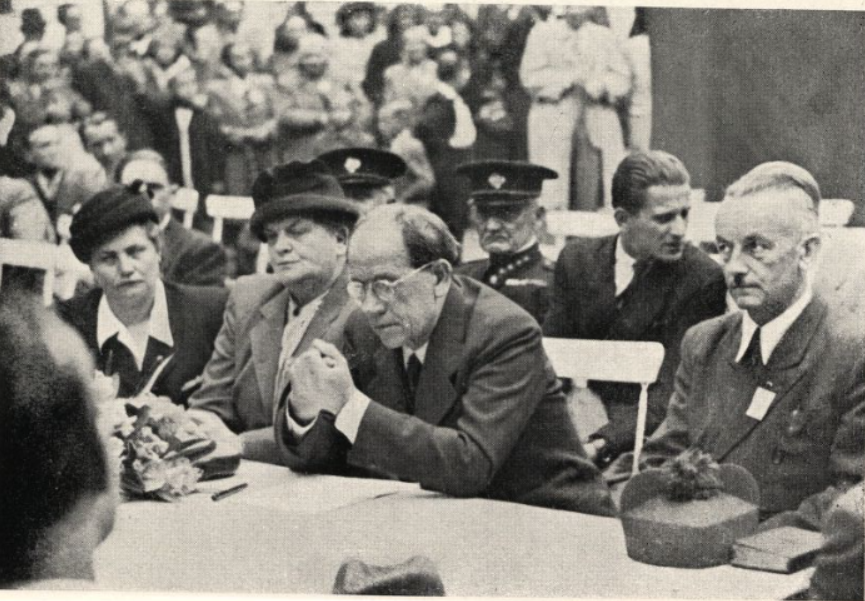
Antonín Zápotocký na návštěvě Janských Lázní v roce 1948

### Poválečné politické působení
Po návratu z koncentračního tábora se stal v roce 1945 předsedou Ústřední rady odborů, členem předsednictva Ústředního výboru KSČ a poslancem Národního shromáždění. V létě 1946 předsedal Ústavodárnému národnímu shromáždění. 15. června 1948 byl jmenován předsedou vlády ČSR.

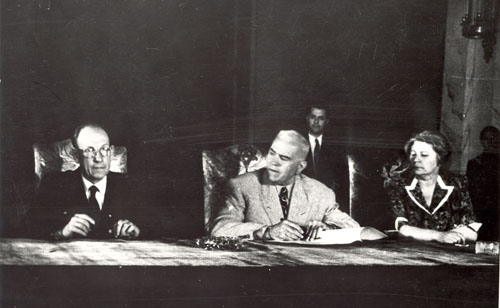
Zápotocký v roce 1948, ještě jako premiér, přijímá rumunskou delegaci.

### Prezident republiky
Dne 21. března 1953 byl Národním shromážděním zvolen prezidentem republiky.
1. června téhož roku provedlo Československo bez souhlasu Mezinárodního měnového fondu a předchozího informování vlastní veřejnosti měnovou reformu. Ta sice odstranila inflaci a šmelinu, avšak znehodnotila většinu úspor obyvatel republiky v poměru 5:1, pokud byly peníze uložené v národní bance. Jinak výměna byla 50:1 pro ty, kteří šetřili peníze doma. Tento vývoj vyvolal odpor obyvatel Československa, také proto, že prezident Zápotocký dva dny před reformou popřel, že se chystá. Odpor přerostl v Plzni v povstání, které potlačila Československá armáda spolu s Lidovými milicemi a Pohraniční stráží. Následovaly pochybné hromadné politické soudní procesy. Prezident Zápotocký ve svém projevu zareagoval slovy, že „nelze vytvářet kult dělníka, kterému je vše dovoleno".

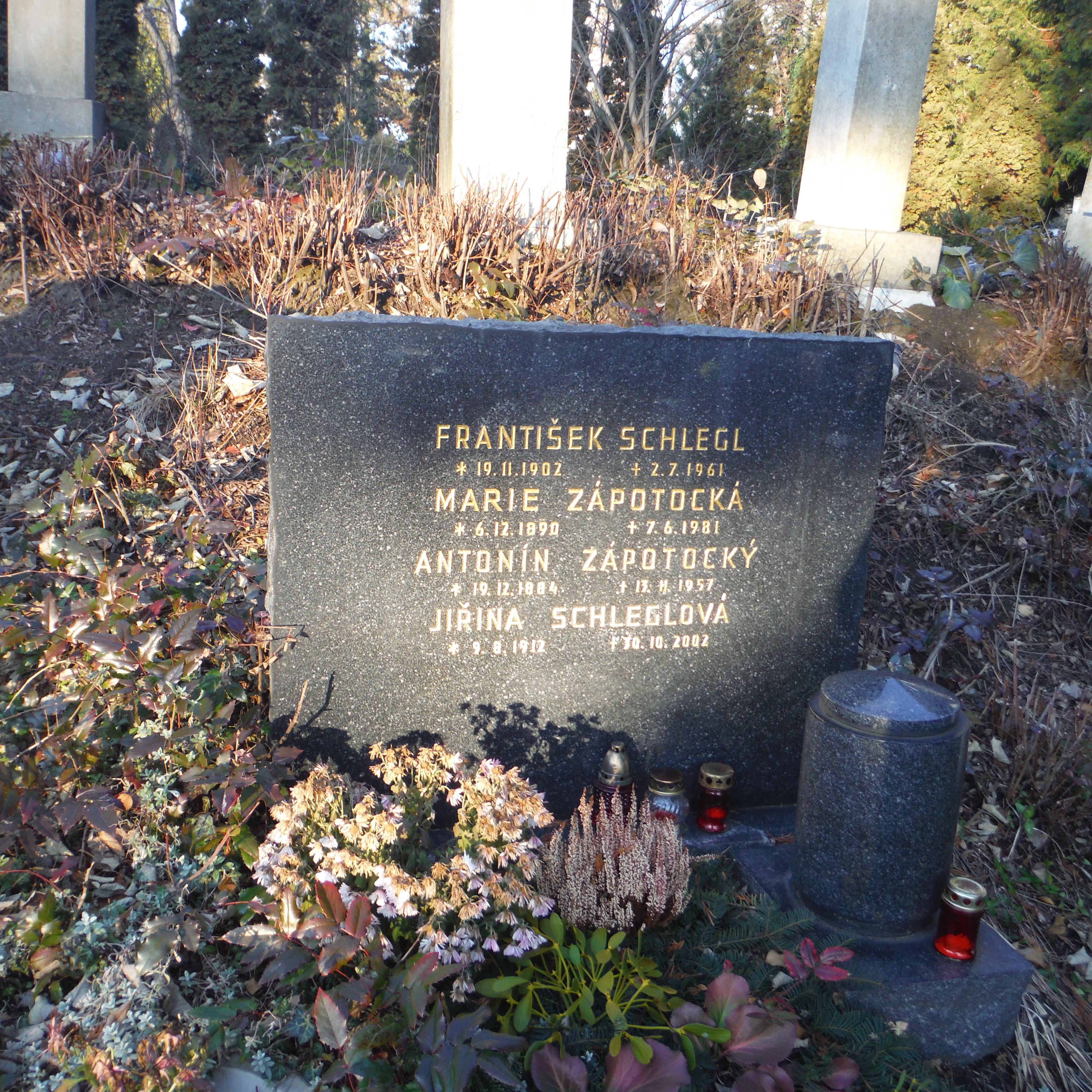
Zápotockého hrob u strašnického krematoria

V létě 1953 přednesl projev, v němž kritizoval násilnou kolektivizaci a ve kterém mimo jiné slíbil, že se „nikomu nebude bránit, pokud bude chtít z JZD vystoupit“. V důsledku této politiky vystoupilo z Jednotných zemědělských družstev v roce 1954 70 tisíc rolníků. V následujících letech se však režimu podařilo tento trend obrátit a nastolit politiku omezování a zatlačování „kulactva“.

### Zdravotní stav
Dne 8. prosince 1953 oznámila Kancelář prezidenta republiky informaci o silném nachlazení, které na několik dnů zabránilo prezidentovi v účasti na veřejném životě. Dne 2. září 1955 byl zveřejněn aktuální zdravotní stav Antonína Zápotockého.

### Smrt a pohřeb
13. listopadu 1957 zemřel na infarkt a na jeho místo nastoupil Antonín Novotný. Jeho pohřeb začal na Pražském hradě, kde bylo jeho tělo vystaveno ve Španělském sále. Pohřeb se konal 18. listopadu 1957. Průvod vyrazil z Pražského hradu a přes Letenskou pláň a Václavské náměstí dorazil do Strašnického krematoria, kde byly ostatky zpopelněny. Urna byla poté uložena v Národním památníku na Vítkově. Po pádu komunistického režimu byla urna přenesena do rodinného hrobu na hřbitově v Praze-Strašnicích.
Jeho tělo bylo v generálské uniformě uloženo do rakve a poté zpopelněno. Urna byla uložena do mramorového sarkofágu v Národním památníku na vrchu Vítkově v Praze 3. Po 17. listopadu 1989 byla urna přenesena do rodinného hrobu v urnovém háji u Strašnického krematoria, kde byla již dříve uložena i urna s popelem jeho ženy Marie. Rodinný hrob Zápotockých patří na tomto hřbitově k nejskromnějším.

## Umělecká činnost

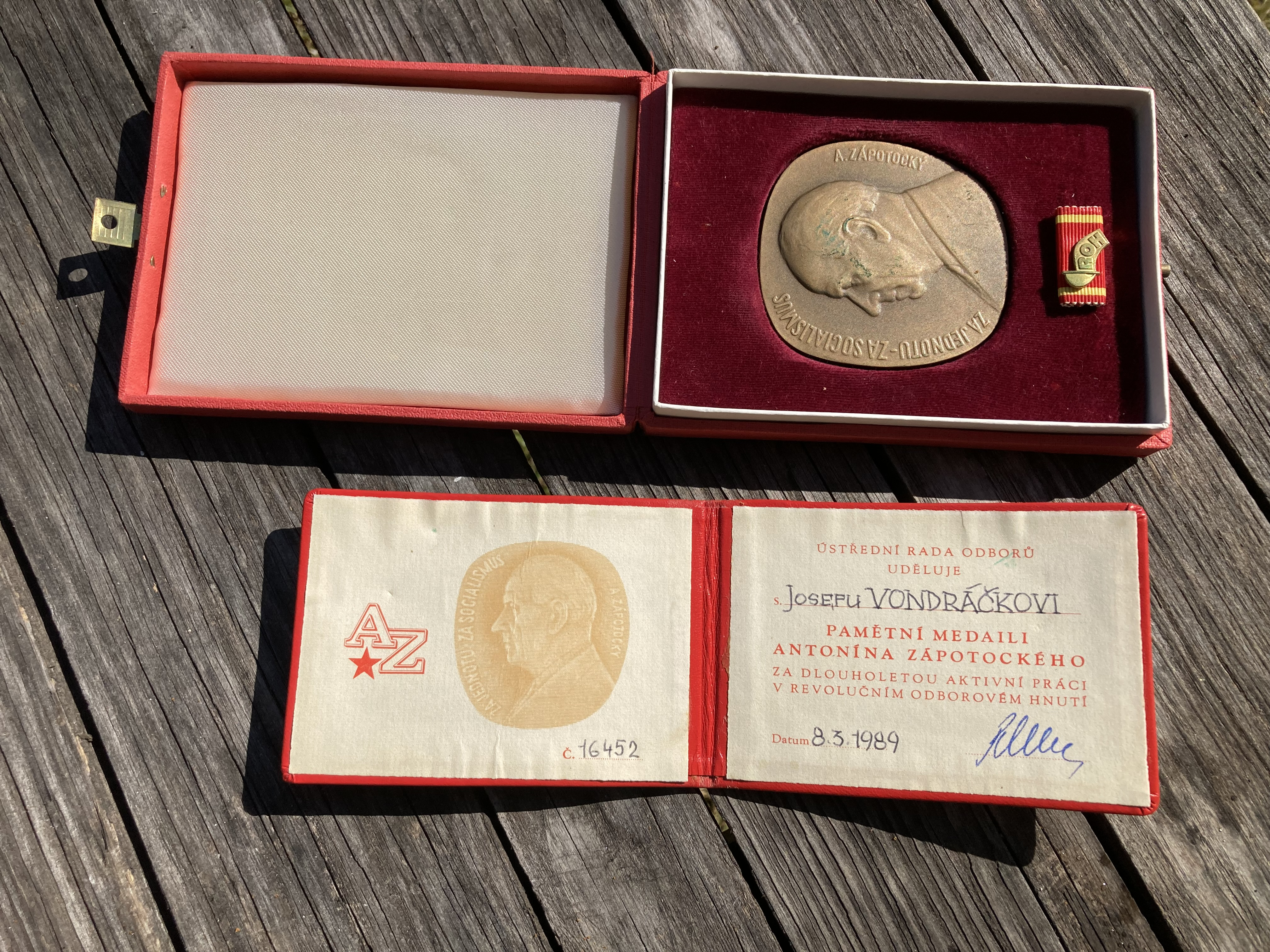
ROH: „Pamětní medaile Antonína Zápotockého“ (tento konkrétní kus byl udělen v roce 1989).

Vedle politické činnosti se věnoval i literatuře a publicistice. Ve svých dílech se věnoval především rozvoji revolučního dělnického hnutí, často se inspiroval životem svých rodičů – otce líčí jako cílevědomého člověka, který stál na počátku české sociální demokracie, matku jako milující, oddanou ženu, jež se dokázala vyrovnat s nelehkými životními podmínkami. Díla jsou situována na Kladensko, do okolí Zákolan (kde strávil autor své dětství), popř. do Prahy.

### Literární díla
- Vstanou noví bojovníci (1949), počátky „dělnického hnutí“ na Kladně
- Rudá záře nad Kladnem (1953), děj se odehrává v letech 1918–1920
- Bouřlivý rok 1905 (1953), vliv revolučních událostí na život prostých lidí na Žižkově
- Rozbřesk (1956), o zrodu sociální demokracie
- Barunka (1957), vyprávění pro děti o starých časech a životě chudého lidu

### Film a televize
Některá ze Zápotockého literárních děl byla zfilmována:
- Vstanou noví bojovníci (1951, režie Jiří Weiss)
- Rudá záře nad Kladnem (1956, režie Vladimír Vlček)
- Paní Terezka (1972, režie Milan Peloušek, dvojdílný TV film podle románu Rozbřesk)
- Barunka (1975, režie Eva Hallerová, TV film)
- Čas lásky a naděje (1976, režie Stanislav Strnad, podle románu Rozbřesk)

Za svého života se Zápotocký objevil v dokumentárních filmech Modrý den (1954, režie Vladimír Sís) a Týden mezi přáteli (1957, režie Zdeněk Kopáč).

## Reflexe osobnosti

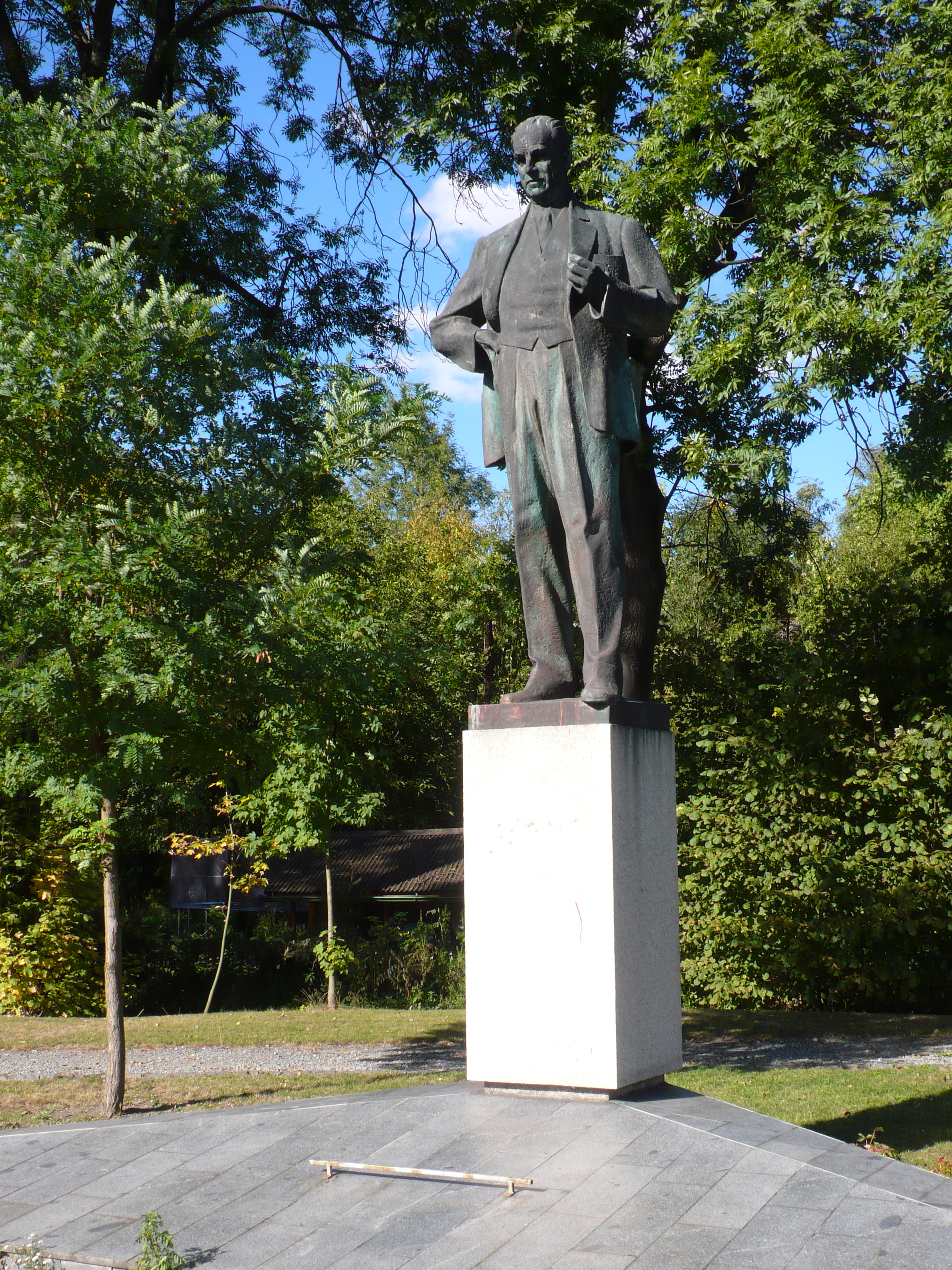
Socha Antonína Zápotockého v Zákolanech

Je velice zajímavé sledovat jeho roli při přípravě vykonstruovaných procesů se Slánským a spol. – Zápotocký se se Slánským nesnášel již od roku 1929, kdy vrcholil v Komunistické straně Československa proces bolševizace a kdy právě Slánský tvrdě prosazoval jeho vyloučení ze strany.[zdroj?]

Jeho role v čele státu bývala mezi lidmi v době jeho vlády i v následujících letech často idealizována – propagandou byl označován za tátu dělníků, za člověka z lidu, většinové obyvatelstvo ho považovalo za výrazně přijatelnějšího a liberálnějšího, než většinu představitelů KSČ. Nicméně události po měnové reformě v roce 1953 ukazují, že dokázal být vůči dělníkům i ostatním, kteří dali najevo nesouhlas s komunistickou vládou, tvrdý a nesmlouvavý. Spolurozhodoval o zatčeních, internacích, podílel se na přípravě politických procesů a zavádění všech forem poúnorového teroru.[zdroj?] Fungování StB (státní policejní aparát v rukou strany) v době jeho vlády vykazuje mučení, popravy, psychologický teror.
Zápotocký zřejmě nepřál všemoci popravčí a policejní, a hleděl policejní zvůli redukovat do jejích zákonných mezí: mám toho osobní zkušenost, Zápotocký mne na moji stížnost vydral ze spárů Státní bezpečnosti. (…) Zápotocký platil za onoho člena našeho stalinského politbyra let 1948–1953, který pokládal metody těch let za ukvapeně překotné a nedůvodně kruté (kolektivizace!) (…)
Václav Černý, Paměti 1945-1972
Mezi lidmi měl přezdívku „Ušaté torpédo“, další přezdívka byla „Tonda Zápotonda“ nebo „Tonda Práce“.

## Uctívání Zápotockého po úmrtí i za života

### Pojmenování institucí
Dne 9. července 1949 byly zřízeny Královodvorské cementárny Antonína Zápotockého, národní podnik.
Po Antonínu Zápotockém byly pojmenovány Závody Antonína Zápotockého, národní podnik v Jaroměři,  závod Antonína Zápotockého v Brně-Líšni národního podniku Závody přesného strojírenství
Léčebný ústav Antonína Zápotockého pro nervové a vnitřní choroby,
Důl Antonína Zápotockého byl jak v Kladně, tak v Orlové - Lazích.
Důl Antonín Zápotocký, národní podnik, Užín vznikl na základě výměru ministerstva paliv č. 1304 ze dne 3. 5. 1958. Dne 1. ledna1968 vznikl Palivový kombinát Antonína Zápotockého (PKAZ)  sloučením Dolu Antonín Zápotocký a Tlakové plynárny Úžín na základě Opatření ministra hornictví č. j. 2484/1967 ze dne 27. 12. 1967.
Dne 15. srpna 1954 získala Vojenská technická akademie v Brně jméno Vojenská technická akademie Antonína Zápotockého.
ZŠ Antonína Zápotockého například v Českém Krumlově do roku 1990. 

### Veřejný prostor
Kdysi časté pojmenování ulic po Antonínu Zápotockém přežilo po roce 1990 v Horním Jelení 50°3′2″ s. š., 16°4′58″ v. d., Vyškově 49°17′12″ s. š., 16°59′12″ v. d. a Miroslavi 48°57′6″ s. š., 16°18′51″ v. d.
V červnu roku 1983 byl položen základní kámen Mostu Antonína Zápotockého, dnešního Barrandovského mostu.
Pojmenování po Antonínu Zápotockém neušlo ani údolí v loučkách u Litvínova.

### Sochy
Bronzová socha Antonína Zápotockého od Viktora Dobrovolného v Zákolanech 50°11′48″ s. š., 14°14′51″ v. d. byla odhalena 19. prosince 1984 jako připomínka 100. výročí jeho narození. Je kopií někdejší sochy, jejíž základní kámen byl položen 18. prosince 1970  na Kladně. Pomník budí mezi obyvateli obce emoce. V listopadu 2012 skupina mladých výtvarníků z recese nabarvila soše sako načerveno, bílou barvu potom dostaly boty.
Dne 27. října 1980 byl v Humpolci odhalen pomník Antonína Zápotockého od akademického sochaře, zasloužilého umělce Jana Hány.

### Sport
Od 29. března do 1. dubna 1979 se uskutečnil IX. ročník žákovského hokejového turnaje Memoriál Antonína Zápotockého.
Relikt jména Antonína Zápotockého je obsažen v názvu hokejového klubu AZ Havířov. Od roku 1963 vystupoval havířovský klub jako TJ Důl Zápotocký (tělovýchovná jednota Důl Antonín Zápotocký). Od roku 1993 zmizelo jméno i iniciály Antonína Zápotockého z názvu klubu. Po období, kdy se v názvu klubu objevovali sponzoři klubu nebo vytvořený maskot se klub vrátil k jednoduchému AZ Havířov. V okamžiku smlouvy s důležitým partnerem se sponzor znovu objeví v názvu klubu. Takovým okamžikem by mohl být postup do 1. hokejové ligy.